# 第103飛行隊 (イスラエル空軍)
イスラエル空軍 第103飛行隊（103 Squadron） は、イスラエル航空宇宙軍で主に中型から大型の輸送機を運用する飛行隊である。別名として、フライング・エレファンツ・スコードロン（The Flying Elephants Squadron）、あるいはエレファンツ・スコードロン（The Elephants Squadron）とも呼ばれる。

## 歴史
第103飛行隊は、第一次中東戦争時の1948年5月に、2機のダグラス DC-3／C-47 ダコタを装備する飛行隊として、エクロン空軍基地（現在のテルノフ空軍基地）で編成された。2機のうち1機は南アフリカ共和国の民間リース会社、もう1機はエールフランスから入手したものであった。5月末に部隊はラマト・ダヴィド空軍基地に拠点を移し、6月になってから正式に"第103飛行隊"として組織された。第103飛行隊にはDC-3／C-47が補充されていったが、その中にはオーストラリアから飛来してきた1機のダグラス DC-5も含まれていた。
1948年7月には、イスラエル空軍が導入したイギリス製木製双発戦闘機"デ・ハビランド モスキート"の最初の1機である、モスキートPR.16, 機体記号"G-AIRT"が第103飛行隊に配備され、"D-160" の機体番号が付けられた。このPR.16は、ケンブリッジからエクセターへのフライト予定と称して離陸し、そのままフランスを経由してイスラエルに持ち込まれたものであった。PR.16 D-160号機には新たに迷彩塗装が施され、250kgの爆弾ラック（2箇所）と偵察用カメラが取り付けられて、同年9月13日に初めての偵察任務に投入された。このわずか一週間後、同年9月21日に離陸時の事故で一時的に使用不能になり、修理が完了したのは1949年3月になってからであった。。
また、イギリス軍から盗みだしたブリストル ボーファイター4機も第103飛行隊に配備され、"D-170"から"D-173" の機体番号が付けられた。これらのボーファイターが運用されていたのは1948年10月から11月頃の約1ヶ月程度であった。
これらモスキートやボーファイターが運用されていた間、DC-3で輸送を担当するグループは"Aフライト"、モスキートでの偵察やボーファイターでの戦闘爆撃を行うグループは"Bフライト"と分けられていた。
1949年夏ごろに、第103飛行隊は拠点をラマト・ダヴィド空軍基地からエクロン空軍基地（テルノフ空軍基地）に再び移した。同じ頃、第106飛行隊の人員が第103飛行隊に統合された。1950年から51年にかけて、更にDC-3／C-47の機数が増え、計10数機となった。
1951年には、第103飛行隊はハツォール空軍基地に移動したが、約1年で再度、エクロン基地に移動した。この頃に、アメリカ海軍から3機のPBY-5A カタリナが供与されて第103飛行隊に配備され、沿岸警備などに使用された。
1954年には、B-17爆撃機を運用していた第69飛行隊が第103飛行隊に吸収され、第103飛行隊はDC-3／C-47、PBY-5A、B-17を運用する飛行隊となった。
1956年には、第二次中東戦争に備えフランスからイスラエルへの兵器供与があり、第103飛行隊のDC-3／C-47も増強され、第二次中東戦争開戦の1956年10月29日には16機が運用可能な状態であった。また、この前年の1955年には、フランスから3機のノール ノラトラが供与されており、こちらも運用可能な状態であった。第二次中東戦争が始まると、第103飛行隊の16機のDC-3／C-47により、アリエル・シャロン率いる第202空挺旅団がミトラ峠東側に空中投下された。その後も、第103飛行隊のDC-3／C-47およびノール ノラトラは、物資の輸送や負傷者の搬出に活躍した。11月2日には、シャルム・エル・シェイク攻撃の為の兵員輸送をおこなった。
1956年11月になると、第103飛行隊にヘリコプター小隊が組織され、1機のヒラー 360、2機のシコルスキー S-55
が運用されるようになった。1957年7月にはSE.3130 アルエットIIが1機補充された。このヘリコプター小隊は、1957年12月に第124飛行隊（ローリングソード・スコードロン）として独立した飛行隊となった。
1962年になると、西ドイツから入手した6機を含む、16機のノール ノラトラが追加配備され、DC-3／C-47は新たに編成された第120飛行隊および第122飛行隊に移管された。PBY-5A、B-17も既に運用停止されていたため、第103飛行隊の装備機は全てノラトラとなった。
1967年の第三次中東戦争では、第103飛行隊は地上部隊への物資の補給任務に従事した。6月7日には、シナイ半島のシャルム・エル・シェイク再占領の作戦に従事した。
1973年の第四次中東戦争においても、第103飛行隊は補給任務についた。民間機であるIAI アラバ101型もこの戦争中、第103飛行隊の指揮下で負傷者の搬送に使用された。
1974年になると、アメリカ製のC-130H ハーキュリーズ輸送機2機が第103飛行隊に配備され、1976年には更に6機追加配備された。同じ年に、ノール ノラトラは退役し、ギリシャに売却された。この後、第103飛行隊は第131飛行隊と統合運用されるようになったが、部隊マークなどは引き続き使用されていた様である。1976年7月には第131飛行隊と共に、エールフランス第139便ハイジャック事件による人質救出作戦であるエンテベ空港奇襲作戦に従事した。また、1991年に行われたソロモン作戦（エチオピア在住ユダヤ人（ベタ・イスラエル）の救出･移送作戦）にも従事している。また、遅くとも1976年以降には、第103飛行隊は第131飛行隊と共にベン・グリオン国際空港を拠点としていたが、2000年代になって、南部のネバティム空軍基地に拠点を移した。
2014年4月頃からは、最新型のC-130J-30 スーパーハーキュリーズ輸送機の第103飛行隊、第131飛行隊への配備が始まっている。